# The Pirate Bay
The Pirate Bay (TPB) – strona internetowa do wyszukiwania plików w sieci peer-to-peer, wykorzystująca protokół BitTorrenta oraz magnet link. Strona została założona w 2003 roku przez Gottfrida Svartholma, Fredrika Neij i Petera Sunde’a. TPB nie hostuje żadnych plików – również tych, których rozpowszechnianie może naruszać prawo autorskie, a udostępnia jedynie odnośniki do danych zasobów, w postaci Magnet linków (przed 2012 również pliki torrent).
W 2009 roku twórcy strony zostali oskarżeni o ułatwienie pobierania materiałów chronionych prawem autorskim. Uznani winnymi zostali skazani na kilkumiesięczne kary więzienia oraz grzywnę w wysokości 46 milionów koron.
W niektórych krajach dostawcy usług internetowych nakazami sądów zablokowali dostęp do domeny.

## Historia
The Pirate Bay został uruchomiony na początku roku 2004 przez szwedzką organizację Piratbyrån dążącą do zmian związanych z prawami autorskimi i pokrewnymi, jednakże od października 2004 stał się osobną organizacją. Strona była zarządzana przez osoby o pseudonimach „Anakata” oraz „TiAMO”.
Serwer, na którym działał tracker Hypercube, był zlokalizowany w Szwecji w Sztokholmie. Jednakże 31 maja 2006 roku policja dokonała najazdu na siedzibę firmy, która hostowała serwery The Pirate Bay. Oprócz oznaczonych serwerów The Pirate Bay policja zarekwirowała również inne serwery znajdujące się w tym samym budynku, mimo że nie były one w żaden sposób powiązane z TPB.
Strona nie działała do 3 czerwca 2006 (wyświetlając jedynie komunikat o zaistniałej sytuacji), w którym to dniu została przywrócona do życia, tym razem na serwerze znajdującym się w Holandii. Zapasowe serwery (na wypadek kolejnych zamknięć strony oraz w celu większej decentralizacji) były planowane w Belgii oraz Rosji.
Działania policji przeciwko TPB wywołały protesty – 3 czerwca w Göteborgu i Sztokholmie odbyły się demonstracje, zorganizowane przez Piratbyrån i Piratpartiet (Partię Piracką), w porozumieniu z młodzieżówkami innych partii. Nie odnotowano agresywnych działań podczas manifestacji. Około 500-600 osób pojawiło się na proteście w Sztokholmie oraz około 300 – w Göteborgu.
14 czerwca 2006 szwedzki dziennik Svenska Dagbladet (SvD) podał, że The Pirate Bay powrócił do Szwecji z powodu „nacisków wywieranych przez Ministerstwo Sprawiedliwości w Holandii”. Opiekunowie TPB zaraz po zamknięciu serwisu zapowiadali zresztą, że będą się starali go uruchomić ponownie w Szwecji, gdzie funkcjonował od początku.
17 kwietnia 2009 sąd w Sztokholmie wydał wyrok skazujący administratorów serwisu TPB, którzy byli oskarżeni o "współuczestnictwo w udostępnianiu treści objętych prawami autorskimi". Każdy z administratorów serwisu – Peter Sunde, Fredrik Neij, Gottfrid Svartholm i Carl Lundstrom – został skazany na rok więzienia oraz grzywnę w wysokości 30 mln koron szwedzkich. Oskarżeni złożyli jednak apelację od wyroku. Następnego dnia na ulicach Sztokholmu odbyła się manifestacja niezadowolenia z wyroku sądu. Podczas demonstracji przemówili działacze Partii Piratów.
24 sierpnia 2009 sąd szwedzki na skutek powództwa cywilnego wniesionego przez takie firmy jak: Disney, Universal, Time Warner, Columbia, Sony, NBC i Paramount, nakazał odłączyć serwis od sieci. Mimo to po trzech godzinach nieaktywności serwis ponownie pojawił się w Internecie i był w pełni sprawny po kolejnych 24.
Kolejne odłączenie strony nastąpiło 17 maja 2010 z powodu nakazu wydanego przez niemiecki sąd. Jednakże następnego dnia serwis pojawił się znowu w sieci, dzięki przeniesieniu stron do innej firmy hostingowej.
Po apelacji, 26 listopada 2010 szwedzki sąd apelacyjny utrzymał wyrok w mocy, obniżając więzienie ale zwiększając grzywnę do 46 mln koron. Fredrikowi Neij zmniejszono karę do 10 miesięcy, Peterowi Sunde do ośmiu, natomiast Carlowi Lundstroemowi do czterech. Serwis niedługo potem zmienił oficjalną nazwę domeny na thepiratebay.se, aby uniemożliwić amerykańskiemu prawu na przejęcie nad nim kontroli. 25 września 2013 szwedzki sąd skrócił o połowę wyrok Gottfridowi Svartholmovi ze względu na brak wystarczających dowodów na jeden z zarzutów.
9 grudnia 2014 szwedzka policja w Sztokholmie zamknęła stronę. Od chwili zamknięcia w sieci ukazało się wiele serwisów zawierających kopię bazy The Pirate Bay (tzw. mirrory). 31 stycznia 2015 roku o godzinie 14:00 zniknął ze strony licznik ustawiony na przełom 31 stycznia i 1 lutego 2015 roku. Cała strona powróciła w pełni aktywna na parę godzin przed oficjalną premierą otwarcia.
19 maja 2015 sąd okręgowy w Sztokholmie podjął decyzję o zajęciu szwedzkich domen należących do serwisu: thepiratebay.se i piratebay.se, po czym The Pirate Bay przeniósł się na inne domeny.

## Blokady serwisu
The Pirate Bay został zablokowany w kilkunastu krajach. Jednak pomimo tych zabiegów w wielu państwach powstały mirrory serwisu, dostęp był również możliwy poprzez serwery proxy.